# Urban Sagstetter
Urban Sagstetter (* um 1529 in Pfaffstätten, Herzogtum Österreich; † 13. Oktober 1573 in Gurk, Herzogtum Kärnten) war katholischer Bischof von Gurk und Administrator der Diözese Wien.

## Leben
Er wurde 1532 nach einem Angriff der Türken auf die Festung Güns als überlebendes Kind unter Toten in Pfaffstätten gefunden. Nach seinen Pflegeeltern wurde er Sachstettner oder Sagstetter genannt.

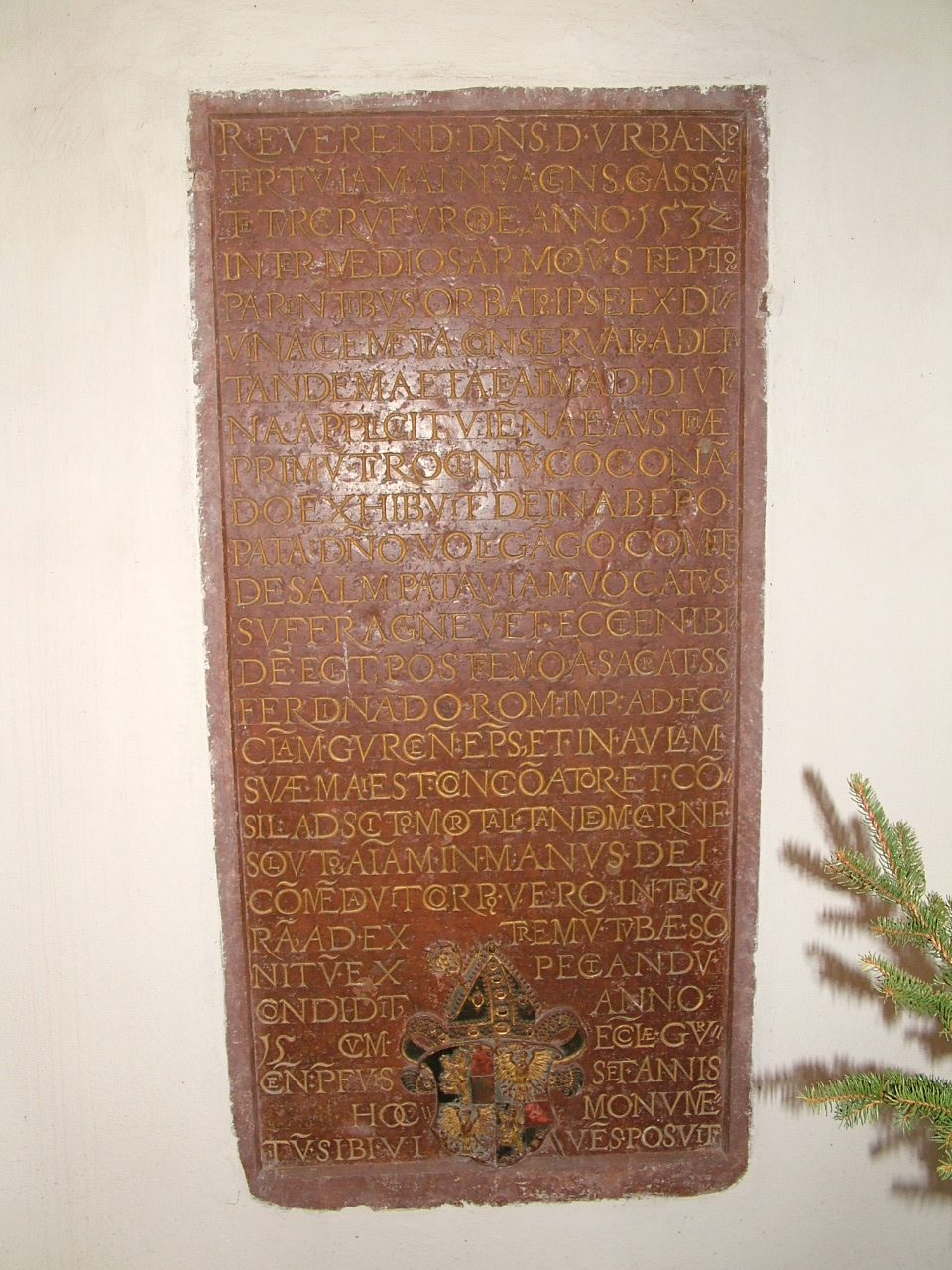
Grabstätte von Bischof Sagstetter

Sein Ziehvater schickte ihn zu Felizian von Potschach, Rat von König Ferdinand I., damit er sich mit dessen Sohn Felizian in Wien den Studien widmete. Urban Sagstetter wurde ein guter Kenner der hebräischen Sprache. 1547 wurde er Diakon und als Prediger am Bürgerspital angestellt. Er empfing 1551 die Priesterweihe, wurde Domprediger und 1553 als Titularbischof von Symbalon Weihbischof in Passau. Die Bischofsweihe spendete ihm am 29. Juni 1553 der Passauer Fürstbischof Wolfgang von Salm.
1556 ernannte ihn Ferdinand I. zum Bischof von Gurk.
Im Februar 1563 wurde er zum Bischof von Wien ernannt, verzichtete aber nicht auf Gurk, sondern verwaltete Wien nur als Administrator.
Als Prediger hatte er großen Zulauf und war um Ausgleich mit den Protestanten bemüht. Er trat für die Priesterehe ein. Mit Zustimmung des Papstes Pius IV. spendete er 1564 in Wien den Laienkelch. Die erhofften Konversionen der evangelischen Christen blieben aber aus. 1568 resignierte er auf das Bistum Wien und war bis zu seinem frühen Tod nur mehr Bischof von Gurk.
Er wurde in der Pfarrkirche St. Nikolai in Straßburg-Stadt beigesetzt.